# Зинсу, Эмиль
Эмиль Дерлен Анри Зинсу (фр. Émile Derlin Henri Zinsou; 23 марта 1918, Уида — 28 июля 2016, Котону) — бенинский государственный деятель, президент Республики Дагомея, ныне Бенин (1968—1969).

## Биография

### Ранние годы
Родился в португальском колониальном городке Уида (Вида). Вскоре его семья перебралась во Французскую Дагомею, которая стала его родиной. Окончил Дакарский медицинский колледж, получил диплом врача. 
С 1939 по 1940 год служил французским армейским врачом. Затем занимался частной практикой и начал участвовать в колониальной политике.

### Политическая деятельность
Являлся одним из основателей первой политической партии Дагомеи — Дагомейского прогрессивного союза (ДПС). Был помощником Суру-Миган Апити. С 1947 по 1953 занимал пост вице-президента Большого совета Французской Западной Африки. В этот период произошел раскол ДПС и он вместе с Джастином Ахомадегбе-Тометином создал Демократический Союз Дагомеи (ДсД).
С 1955 года по 1958 был депутатом Сената французского парламента. В этот период установил тесную связь с будущим президентом Сенегала Леопольдом Седаром Сенгором. Был избран депутатом Территориальной ассамблеи Дагомеи, с 1958 по 1959 занимал пост министра торговли в колониальной администрации. Вступил в Партию африканской перегруппировки (Parti du regroupement africain) и являлся противником распада французских колоний на отдельный государства и пошел на разрыв с Апити, который отверг идею о создании федерации с Мали.  и был министром торговли в период "loi-cadre" либерализации с 1958 по 1959 год. Он не хотел видеть распад африканских колоний Франции после обретения независимости и был секретарем базирующаяся в Дакаре Parti du Regroupement Africain (PRA). Зинсу порвал с Апити в 1959 году после того, как Апити отказался от идеи создания федерации Мали, одного из главных предложений PRA.
После провозглашения независимости Дагомеи (1960) с 1962 по 1963 годы являлся послом во Франции. В 1964 году был кандидатом франкоязычных стран Африки на должность генерального секретаря Организации африканского единства. В 1965 году был советником Южно-африканской англо-американской корпорации со штаб-квартирой в Париже.
В 1962—1963 и 1965—1967 гг. — министр иностранных дел Дагомеи.
В середине 1960-х годов XX века в Дагомеи пришло время военных переворотов. Военные правительства сменялись одно за другим. Иногда военные приглашали на президентский пост гражданских лиц, у которых был авторитет в стране.

### Президентство
Прошедшие 5 мая 1968 года президентские выборы, к участию в которых Военным революционным комитетом не были допущены бывшие президенты, вице-президенты и члены правительства, были объявлены недействительными из-за низкой явки (26 %). Тогда военные 5 мая 1968 года объявили президентом Эмиля Зенсу, что 28 июля 1968 года было одобрено на референдуме. На посту главы государства начал реализацию политики по борьбе с контрабандой, мер против забастовок и предложил более эффективную систему сбора налогов. Способствовал возвращению на родину из эмиграции первого президента Юберa Мага. Излишняя самостоятельность президента вызвала недовольство в военных кругах. Обстановка в стране оставалась нестабильной, летом 1969 года была предпринята попытка переворота, которая не удалась. Однако в конце 1969 года произошёл очередной государственный переворот во главе с начальником генерального штаба Морисом Куандете, который привел к смещению и аресту президента, который к тому же получил ранение. Из заключения он вышел лишь при следующим руководителе страны Поле-Эмиле де Соузе.
На президентских выборах 1970 года он получил лишь 3% голосов. После этого он отклонил предложение войти в Президентский совет и принял решение об эмиграции.

### После президентства
Вскоре в стране установилась однопартийная марксистская система под руководством Матьё Кереку. Всё это время Эмиль Зенсу находился в оппозиции к руководству Бенина, так стала называться Дагомея. Длительное время жил во Франции в эмиграции, 17 марта 1975 года после попытки государственного переворота под предводительством Жанвье Ассогбы был обвинен в соучастии и заочно был приговорен к смертной казни. 16 января 1977 года в Бенине была совершена попытка государственного переворота группой мятежников во главе с известным французским наемником «полковником» Бобом Денаром, которая получила название «Операция креветок». В своей автобиографии Денар упомянул, что после переворота Зенсу должен был быть восстановлен в должности президента и ожидал наемников на борту самолета. Сам политик часто отрицал, что был связан с переворотом, но отказывался комментировать записи Денара.
После крушения идей марксизма в конце 1980-х годов XX века в Бенине начался переход к демократии. В марте 1990 года был создан Главный Консультативный Совет Республики Бенин в который вошли многие бывшие руководители страны, в том числе и Эмиль Зинсу. По возвращении в страну безуспешно выступал против проекта новой Конституции страны, принятой на референдуме в декабре 1990 года. 
Также он продолжил сотрудничество и в международных организациях, на рубеже веков занимал пост вице-президента Франкофонии. В июле 2000 года в этом качестве он присутствовал в Ломе на подписании Договора о создании Африканского союза. Выступал в качестве посредника в урегулировании Гражданской войны в Демократической Республике Конго.  
В январе 2006 года он объявил о своей поддержке Яйи Бони на президентских выборах в марте 2006 года. С 2007 года являлся почетным президентом политической партии «Национальный Союз Демократического Прогресса Бенина».
Доктор экономических наук Университета Париж-Дофин.

## Факты
- Эмиль Зинсу является рекордсменом-долгожителем среди всех президентов и премьер-министров Бенина (Дагомеи).
- Племянник Э. Зинсу Лионель в начале XXI века непродолжительное время занимал пост премьер-министра Бенина.